# Rheithrosciurus macrotis
La ardilla de tierra copetuda (Rheithrosciurus macrotis) es la única especie del género Rheithrosciurus de roedor esciuromorfo de la familia Sciuridae. Se encuentra solamente en la isla de Borneo, en Indonesia, Brunéi y Malasia. 
Tiene la cola más larga en proporción siendo un 30 % más grande que su cuerpo. Algunas historias locales informan que en algunas veces ataca a animales más grandes, destripándolos, por lo que recibe el apodo de «ardilla vampiro», aunque estas afirmaciones no han sido comprobadas.